# فراری ۲۵۰ ام‌ام

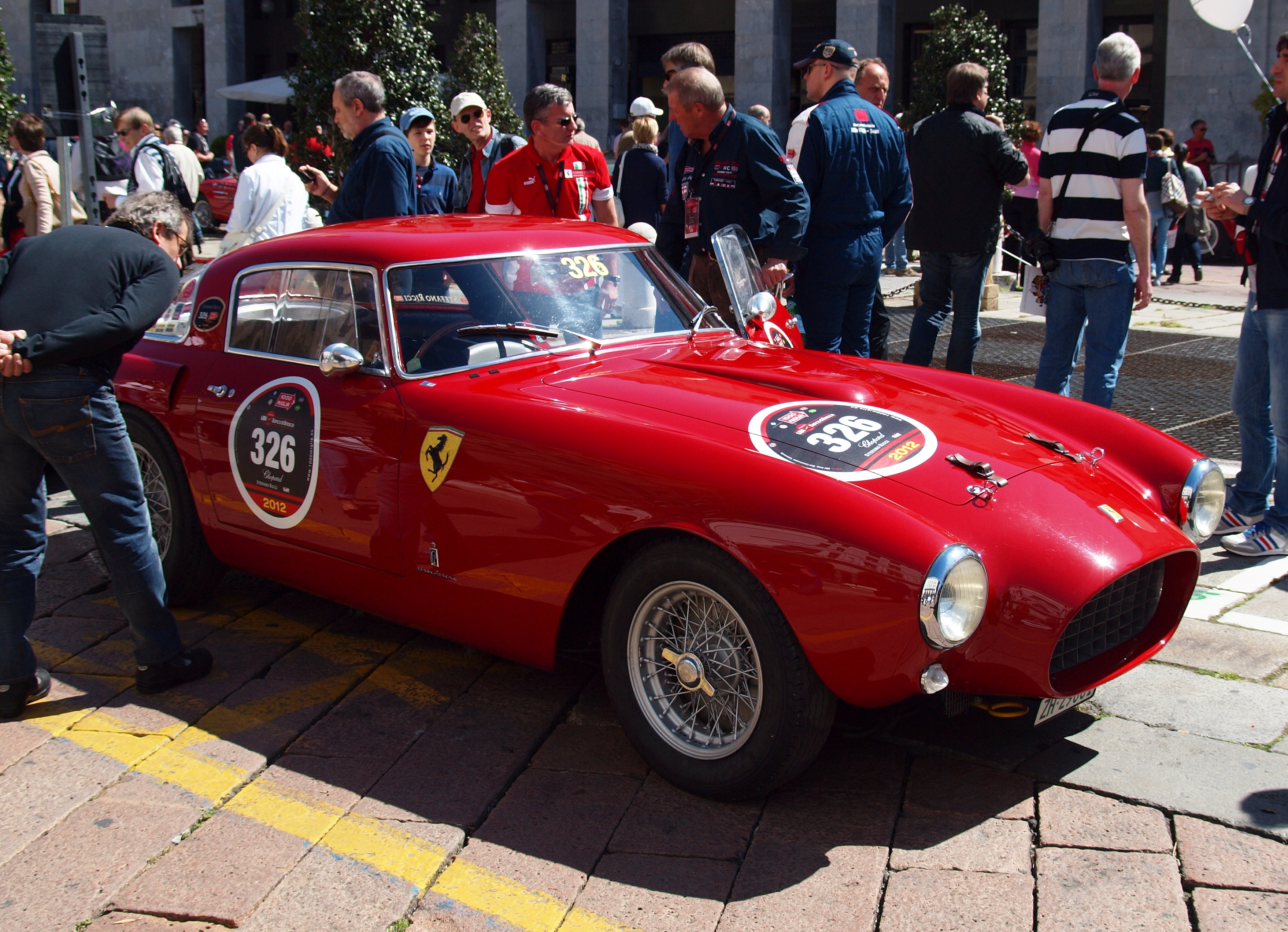
فراری ۲۵۰ ام‌ام برلینتا پینینفارینا

 فراری ۲۵۰ ام‌ام (به ایتالیایی: Ferrari 250 MM)، یک مدل ماشین مسابقه‌ای است که توسط شرکت فراری در سال ۱۹۵۳ و به تعداد فقط ۳۱ دستگاه تولید شده‌است.

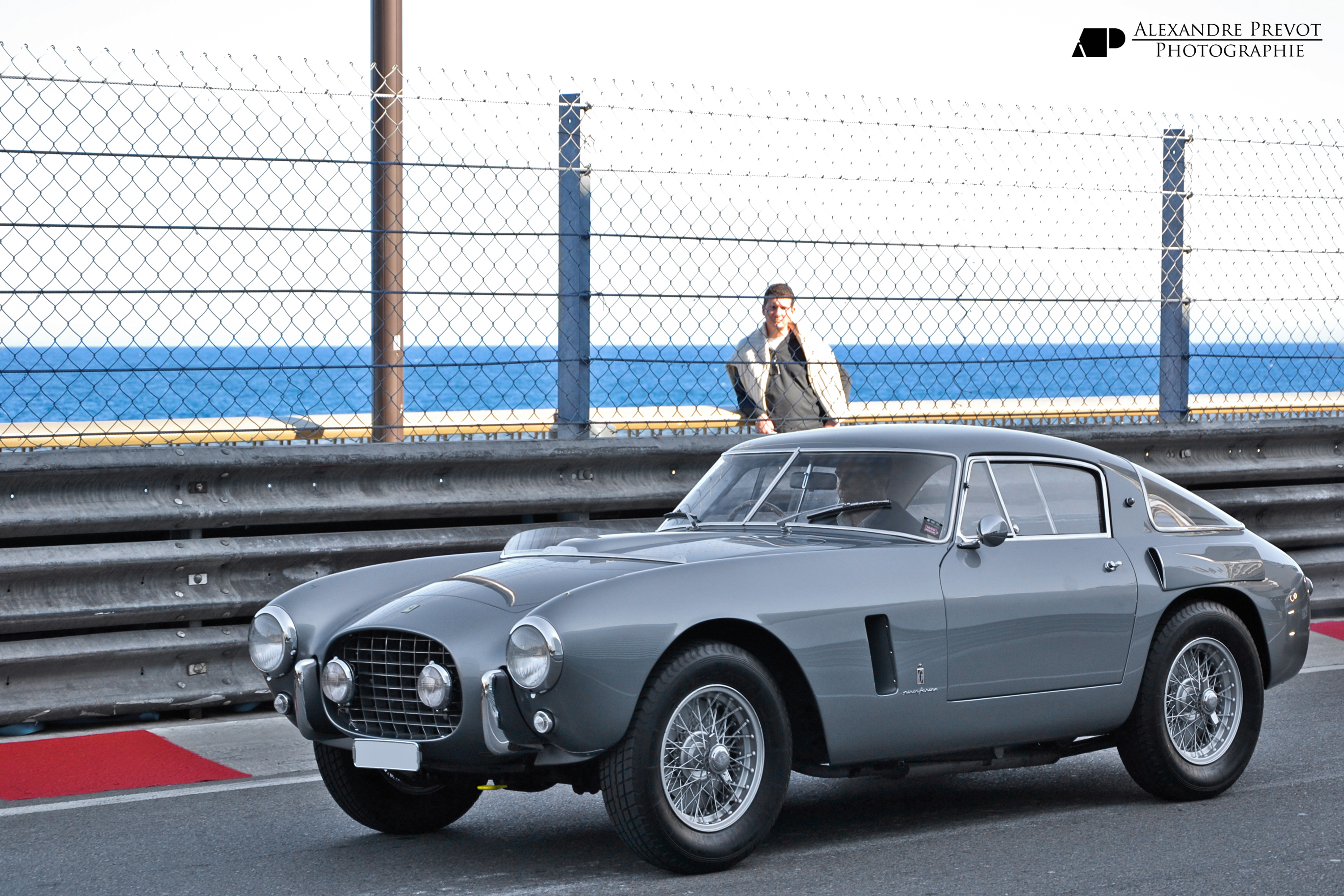
فراری ۲۵۰ ام‌ام
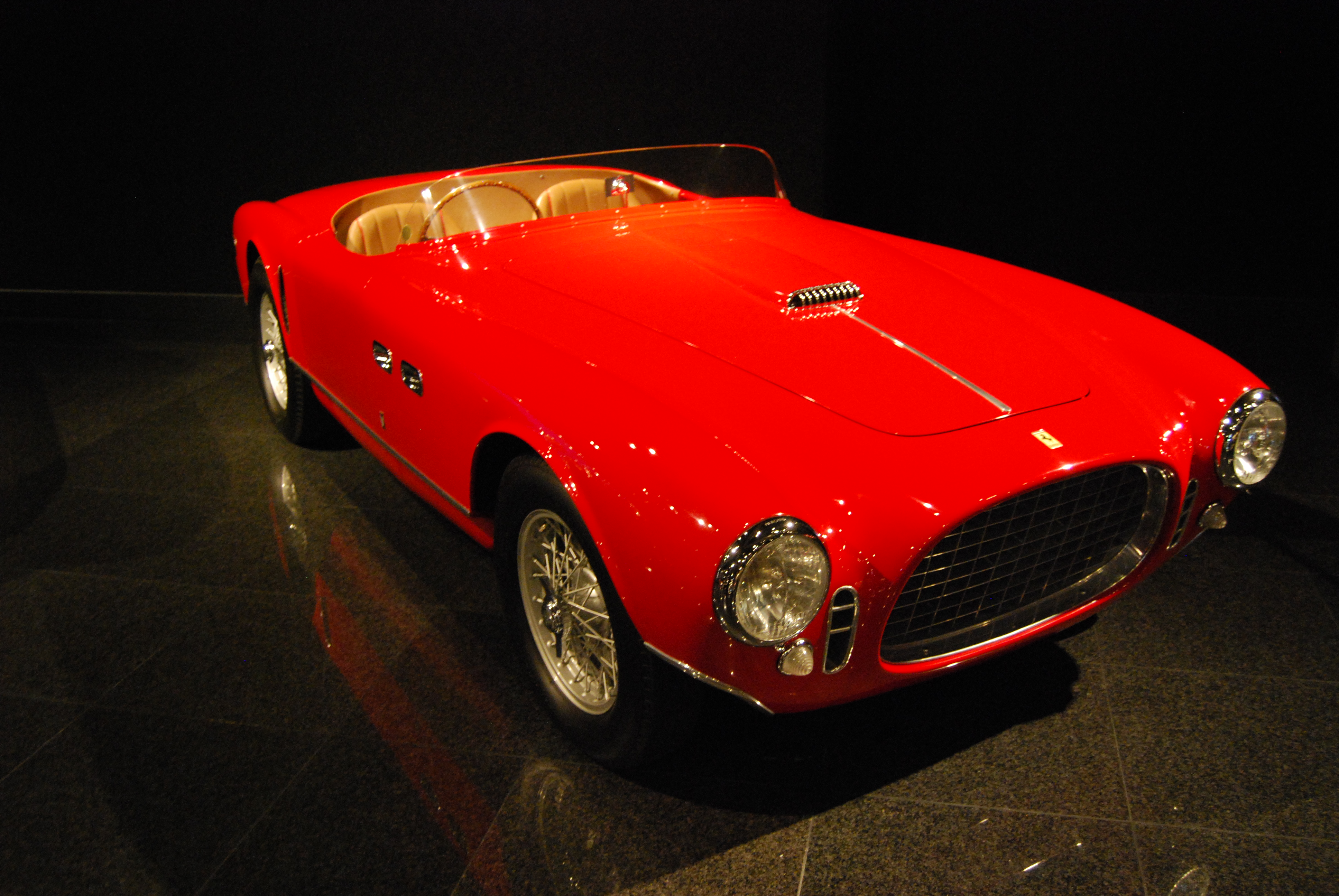
فراری ۲۵۰ ام‌ام ویگنیل اسپایدر(Vignale Spyder)